# Chordae tendineae

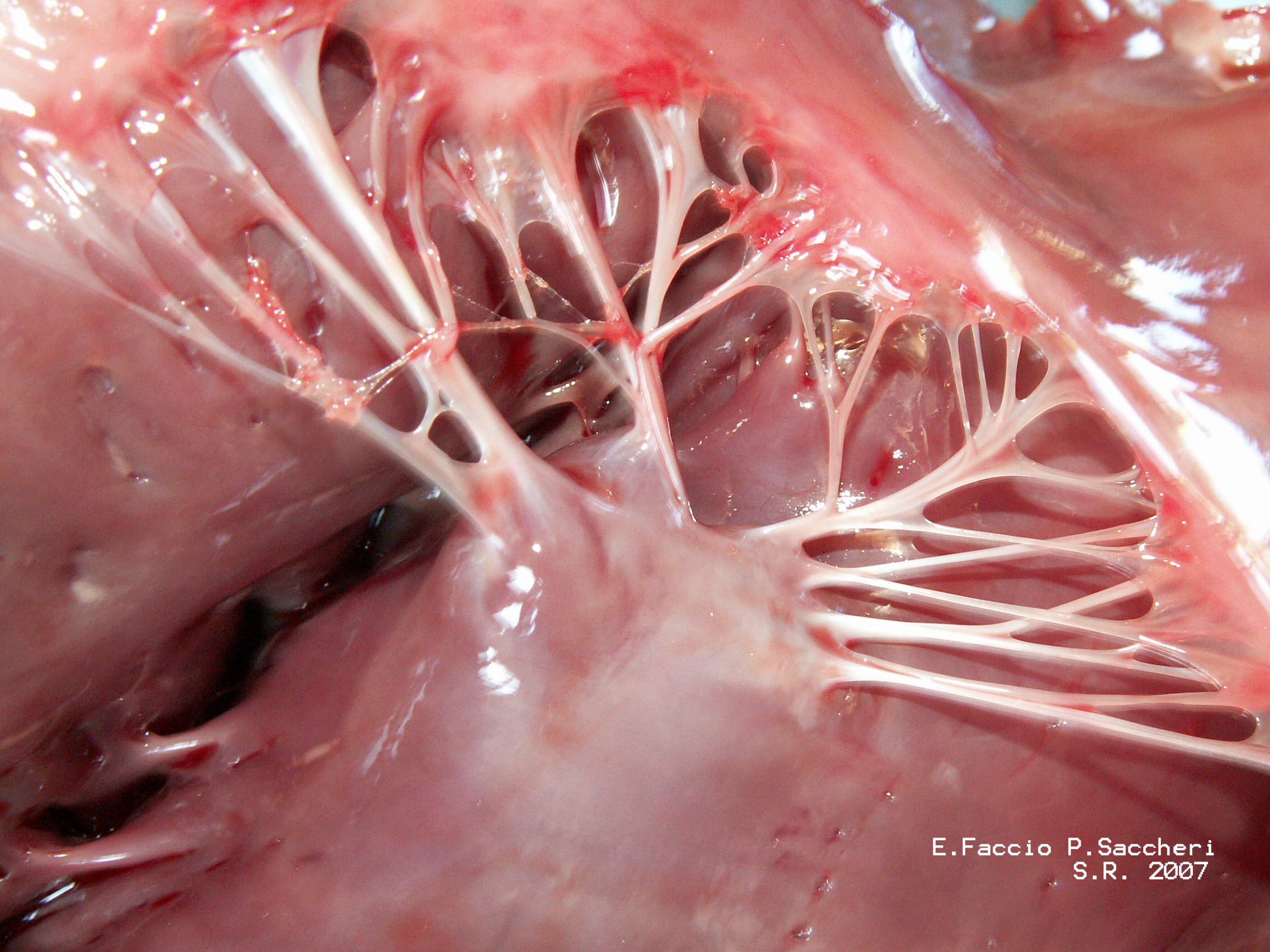
Chordae tendineae (hell) verbinden den Papillarmuskel (unten) mit den Segelklappen

Die Chordae tendineae (lat., „Sehnenfäden“) sind bindegewebige Stränge, die die Segelklappen (Mitralklappe und Trikuspidalklappe) des Herzens mit den Papillarmuskeln verbinden. Sie verhindern das Zurückschlagen der Segelklappe in den Vorhof während der Herzaktion (Systole). Ihr Hauptbestandteil ist Kollagen. Die genaue Kollagenzusammensetzung ändert sich im Laufe des Lebens, was zu einer nachlassenden Flexibilität der Sehnenfäden führt.
Die Sehnenfäden können infolge eines Herzinfarkts reißen, was zu einer Undichtigkeit (Insuffizienz) der Mitral- oder Trikuspidalklappe führt.